# Tragico incontro
Tragico incontro (La Maison sous la mer) è un film del 1947 diretto da Henri Calef.

## Trama
Il film si apre con scene di taglio documentaristico, senza dialoghi, che descrivono le dure condizioni di vita di un gruppo di minatori che lavorano sulla costa francese della Manica. Uno di questi è Luciano, un uomo senza pretese ma buon lavoratore. Sua moglie Flora è una casalinga, la sua massima aspirazione è possedere una casetta tutta per loro. Morto il padre di Luciano, la coppia va a vivere nella casa che era sua e il sogno di Flora si realizza. Luciano e Flora sembrano vivere una vita coniugale senza problemi ma un giorno, tentando di aiutare il suo cane precipitato dalla scogliera, Flora rischia di cadere e viene salvata da Roberto, un giovane forestiero. A poco a poco l'amicizia tra Flora e Roberto si trasforma in una relazione: gli incontri si svolgono in una grotta, che loro chiameranno "la casa in fondo al mare". Anche Roberto lavora in miniera e, non sapendo che Luciano è il marito di Flora, stringe amicizia proprio con lui; insieme si abbandonano a confidenze e ciascuno descrive la donna dei propri sogni, senza sapere che entrambi parlano della stessa persona. Quando Roberto viene a sapere che Flora è sposata, le impone di scegliere fra lui e il marito: Flora sceglie Roberto. Luciano viene a sapere della decisione della moglie e si scaglia contro il suo compagno di lavoro. Roberto, vedendo la sua disperazione, decide di abbandonare il villaggio e di partire da solo, ma Flora, nel tentare di raggiungerlo, muore cadendo in mare.

## Produzione
Il film fu girato nell'estate del 1946 a Flamanville in Normandia, nelle miniere di ferro di Diélette, e fu distribuito nelle sale francesi a partire dall'agosto 1947. In questo film fa la sua prima apparizione sugli schermi Anouk Aimée, all'epoca quattordicenne.